# Барри-Мерфи, Брайан
Бра́йан Ба́рри-Мерфи (англ. Brian Barry-Murphy; род. 27 июля 1978, Корк, Манстер) — ирландский футболист, полузащитник; тренер.

## Клубная карьера
Барри-Мёрфи начал карьеру в 1995 году в клубе «Корк Сити». В 1999 году, сыграв за ирландский клуб 82 матча и забив 2 мяча, Брайан перешёл в английский «Престон Норт Энд». В январе 2003 перешёл в «Шеффилд Уэнсдей». Летом 2004 присоединился к «Бери», за который отыграл 6 сезонов, приняв участие в 220 матчах и забив 13 мячей.
16 июня 2010 согласовал условия четырёхгодичного контракта с «Рочдейлом». Первый и пока единственный гол за новый клуб Брайан забил 5 ноября 2011 года в матче против «Милтон Кинс Донс».

## Карьера в сборной
С 2003 по 2004 год провёл 2 матча в молодёжной сборной Ирландии.

## Личная жизнь
Брайан — сын игрока в гэльский футбол и хёрлинг, Джимми Барри-Мёрфи.